# Juan Pardo de Tavera

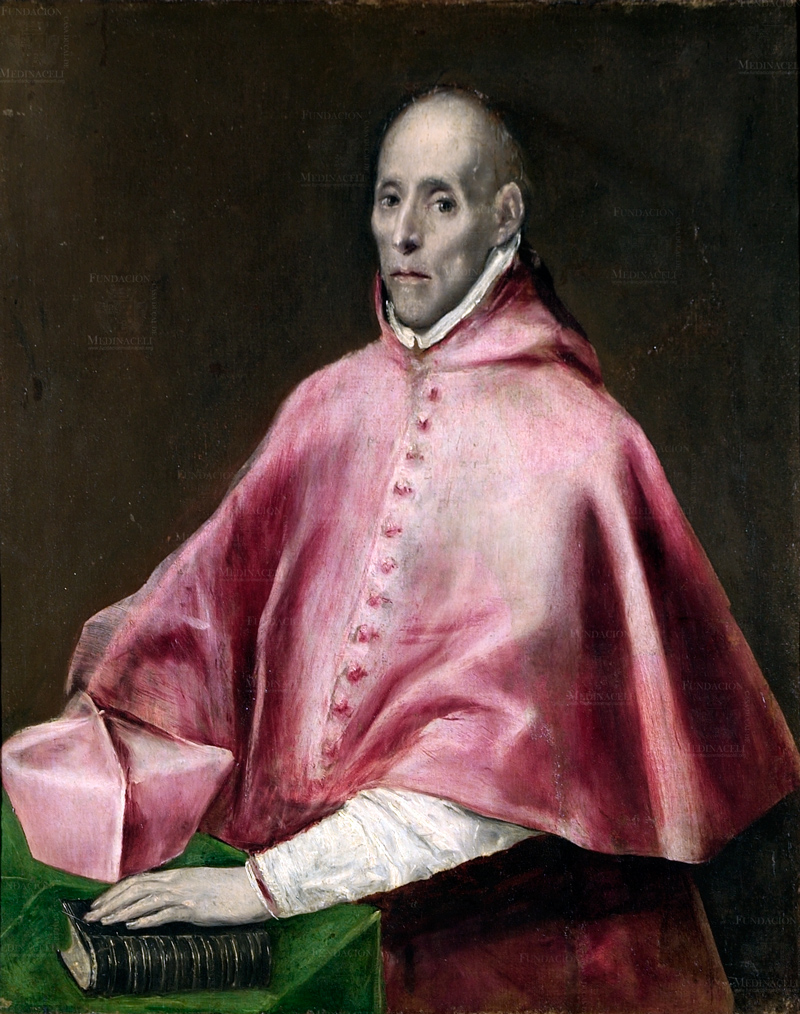
Juan Pardo de Tavera

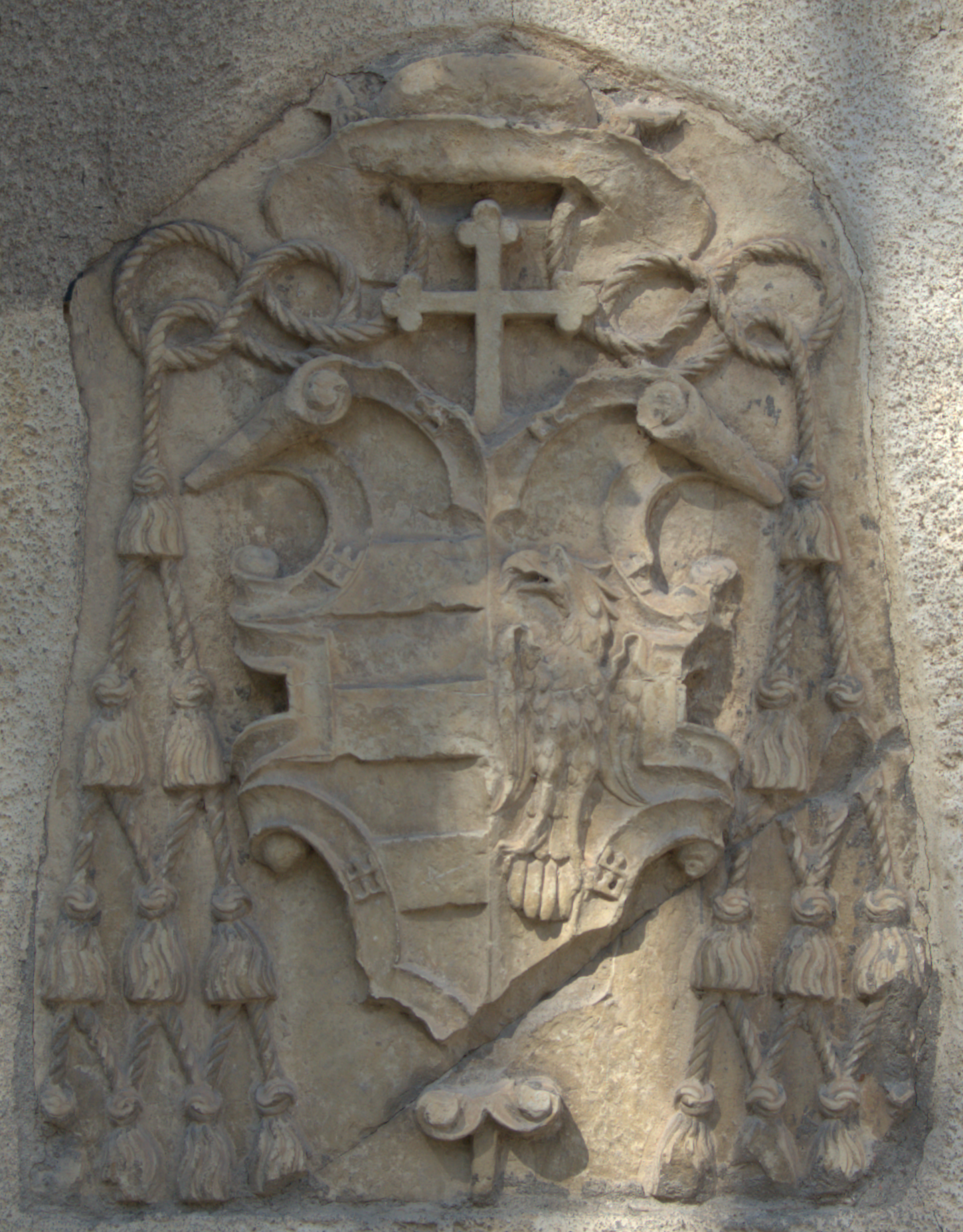
Stema arhiepiscop

Juan Pardo de Tavera  (n. 16 mai 1472, Toro, Zamora – d. 1 august 1545, Valladolid) este numit în anul 1531 cardinal al bisericii catolice, din anul 1534 el a fost arhiepiscop de Toledo, iar în ultimii ani de viață a preluat funcția de mare inchizitor spaniol.

## Date biografice
Juan Pardo de Tavera a terminat studiul în domeniile: latină, retorică și drept în teologie, la Universitatea din Salamanca. În anul 1505 este numit rector și în același an primește o catedră în Sevilla. Devine în iulie 1514, episcop de Ciudad Rodrigo. Fiind însărcinat de cardinalul Adrian von Utrecht, întreprinde negocieri cu privire la căsătoriile dintre Carol Quintul și Isabela a Portugaliei, precum și dintre Ioan al III-lea al Portugaliei cu Caterina de Habsburg (1507-1578). În decembrie este numit episcop de Osma (provincia Soria) ca după 6 luni să devină episcop de Santiago de Compostela. Între 1524 - 1538  este președinte al consiliul de sfat al coroanei. Între timp Papa Clement al VII-lea îl numește cardinal și arhiepiscop de Toledo. În anii  1539 și 1541, Carol Quintul îl numește ca regent, în absența lui. După moartea cardinalului, Carol Quintul ar fi reamarcat despre el a murit omul bătrân, care a cârmuit cu o cârjă imperiul.